# Första konciliet i Nicaea

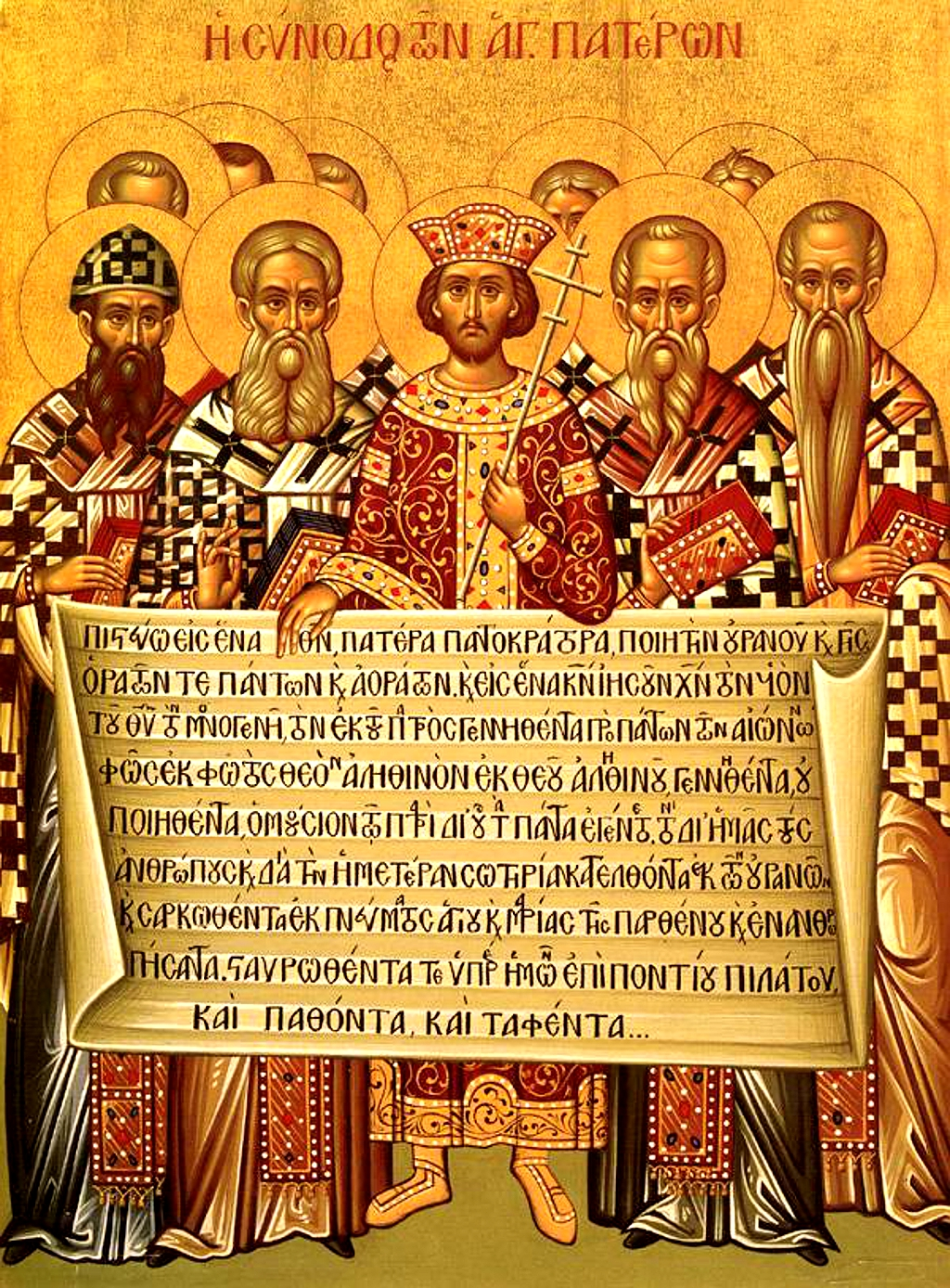
Ikon föreställande konciliet.

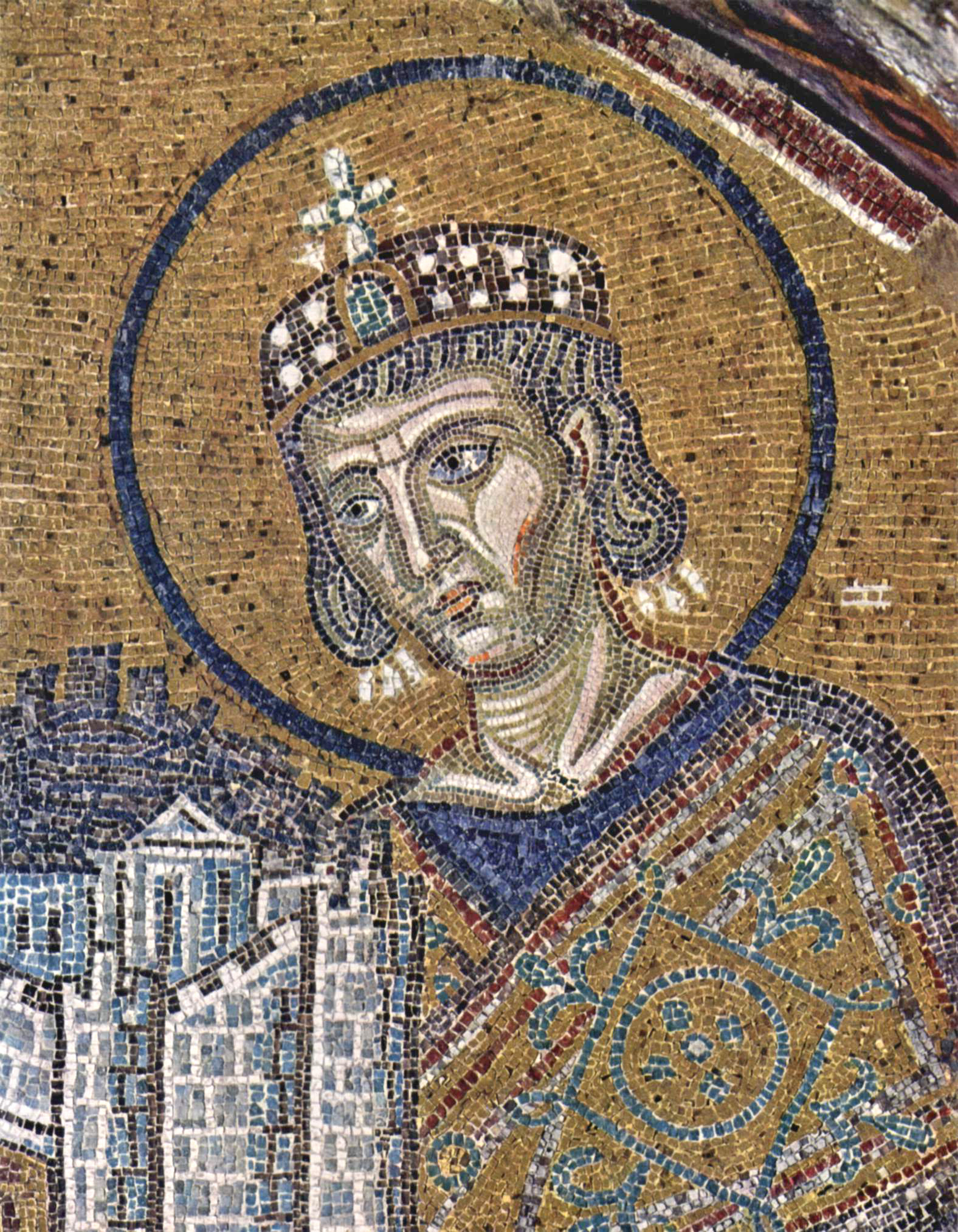
Kejsar Konstantin (här avbildad på en mosaik i Hagia Sofia) sammankallade det första konciliet i Nicaea för att bland annat behandla den arianska kontroversen.

Det första konciliet i Nicaea, som ägde rum i Nicaea (idag İznik, Turkiet) mellan den 20 maj och 25 juli 325 under kejsar Konstantin den stores regeringstid, var det första ekumeniska (av grekiska oikumene ’världsomfattande’) kyrkomötet. Det var vid detta kyrkomöte som den ortodoxa kristologin blev etablerad.

## Beskrivning
Omkring 250 kristna biskopar från hela romerska riket deltog. Syftet med kyrkomötet i Nicaea var att skapa en gemensam troslära för hela kristenheten. Detta kyrkomöte fastställde Kyrkans lära om Jesu gudomlighet.. Ett resultat av konciliet var att det som inte stod i överensstämmelse med kyrkomötets beslut därmed skulle anses utgöra en heresi i förhållande till den allmänneliga och renläriga kristna tron.
Avsikten med konciliet (även kallat synod) var att lösa konflikter i kyrkan i Alexandria rörande gudomlighetens natur, i synnerhet frågan om likvärdigheten mellan treenighetens första och andra person (Fadern och Jesus).
På kyrkomötet fastslogs, att Fadern och Sonen var av samma natur (Homoousios, grekiska ὁμοούσιος) och inte endast av liknande (ὁμοιούσιος) natur.
Den trosbekännelse som antogs vid konciliet i Nicaea är inte samma trosbekännelse som numera, missvisande, kallas för den Nicaenska trosbekännelsen. Nicaea-konciliets trosbekännelse var betydligt kortare, men var också, till skillnad från trosbekännelsen från Konstantinopel, försedd med ett antal fördömelseklausuler. Den trosbekännelse som kallas för Nicaenska trosbekännelsen nuförtiden antogs först vid Första konciliet i Konstantinopel år 381. Den tillkom genom att omfattande citat från Nicaea-konciliets trosbekännelse infogades i en längre dopbekännelse från Konstantinopel.
Alexander, biskop i Alexandria, betraktade Fadern, Sonen och Den Helige Ande som likvärdiga. Arius hävdade å sin sida att Jesus var det högsta och första väsendet skapat av Gud, det vill säga att Gud fanns före Jesus. Mötet tog ställning mot arianerna, och Treenigheten blev kyrkans uppfattning. Arianismen, som bestred detta synsätt, avvisades som kätteri. 
Konciliet fastställde de kristna kyrkornas grunder och så också kyrkoåret och dess händelser, uttryckt i den Julianska kalenderns månadsstruktur. Man klargjorde också dygnets (helgernas) inledning vid solnedgången (kl 18) från klargörandet av världens skapelse enligt Bibelns Moseböckerna den 1 september vid solnedgången. Kyrkoårets händelser definierades uttryckt i den Julianska kalenderns månad-system men uttryckte ingen definition för årsangivelser (frågan om året för världens skapelse var under oenig debatt). Månad och datum var samma i hela den kristna världen fram till den Gregorianska kalenderns reform 1582, men årtalen skilde mellan olika grupperingar. Konciliet resulterade också i att alla kyrkor genom sina biskopar enades om vilken dag påsken skulle firas, så att uppståndelsens högtid, den viktigaste kristna högtiden, firades gemensamt på en dag som inte följde den judiska kalendern. 
Konciliet var historiskt betydelsefullt eftersom det var det första försöket att uppnå konsensus i den kristna världen genom att sammankalla representanter för alla kristna, teologiska läror. Kristologin utvecklades samtidigt som Konstantin, genom att sammankalla mötet, initierade den kejserliga kontrollen över kyrkan som kom att utmärka bysantinska riket. Genom Nicenska trosbekännelsen fick ekumeniken en viktig föregångare som ledde till en serie kyrkomöten, trosbekännelser och kanoner avsedda att bli normerande för alla kristna. Mötet enade kyrkan och bidrog till tydliga riktlinjer i kontroversiella ärenden, vilket kom att få stor betydelse i kyrkans historia och därmed även Europas historia.
Vid detta koncilium beslutades även om viktiga organisatoriska spörsmål. En hierarki bland de främsta ledarna, som kallades biskopar, i kyrkorna fastställdes, som under de närmaste århundradena förändrades för att få den rangordning som ännu gäller bortsett från inom de reformerta kyrkorna. Från och med Nicaeakonciliet var Roms biskop den främste, och därefter biskoparna i Konstantinopel, Antiochia, Alexandria och Jerusalem. Biskopen av Jerusalem och biskopen av Konstantinopel erkändes dock först på 400-talet. Vid första konciliet i Konstantinopel beslutades att dessa högsta biskopar skulle benämnas patriarker. Under Nicaeakonciliet inrättades även ärkebiskopsämbetet och metropoliter, och de tilldelades biskopsstift.